# San Phra Phum
San Phra Phum (thailändisch: ศาลพระภูมิ - Aussprache: [sǎːn pʰráʔ pʰuːm], übersetzt ‚Schrein der Erd-Geister‘, auch: ศาลเพี้ยงตา - [sǎːn pʰíːaŋ taː], ‚Schrein auf Augenhöhe‘) sind meist kleine, im Einzelfall jedoch auch bis zur Größe eines Einfamilienhauses reichende Geisterhäuschen oder Geisterhäuser (Schreine für Naturgeister) in Kambodscha, Thailand und Teilen von Laos und Vietnam. Es handelt sich hierbei um Reste des alten animistischen Glaubens, der heute mit dem Buddhismus koexistiert.
Geisterhäuschen werden errichtet, sobald ein Grundstück bebaut wird, um damit die Geister (Phra Phum), die das Gelände bewohnt haben, für den Verlust ihrer Heimat zu beschwichtigen und ihnen auf demselben Grundstück eine Ersatzheimstatt zu geben.
Zusätzlich zu den Geisterhäuschen in Verbindung mit Wohn- oder Geschäftshäusern gibt es auch Schreine an besonders markanten heiligen Orten wie Höhlen, Felsen, außergewöhnlichen Bäumen oder auch auf Stadtmauern. Ebenso werden Geisterhäuschen oft an unfallträchtigen Straßen aufgestellt.

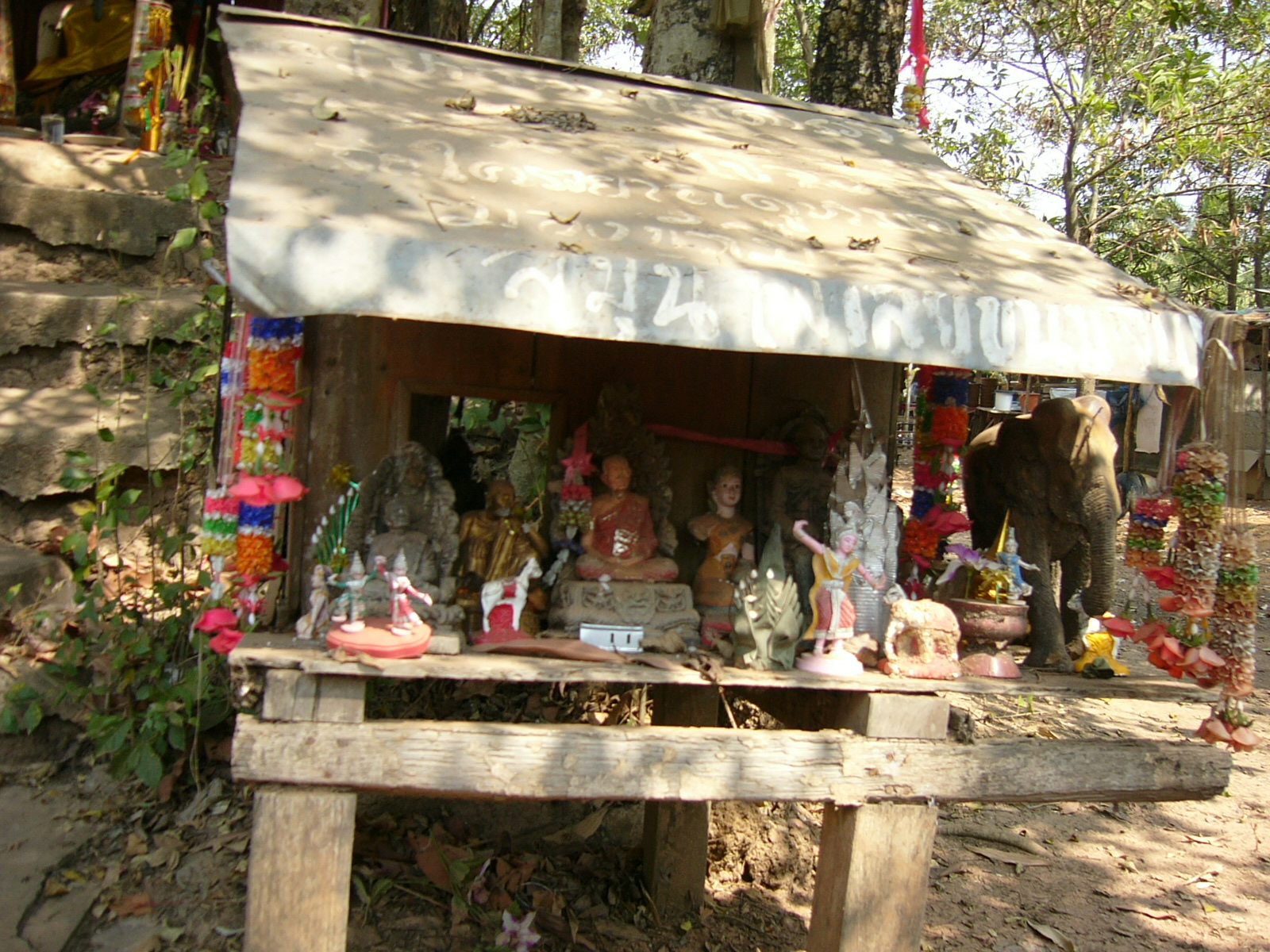
Ein einfacher San Phra Phum im Wat Kham Chanot bei Ban Dung, Provinz Udon Thani

## Geschichte
Zur Geschichte der San Phra Phum gibt es keine verlässliche Quellen in Chroniken oder antiken Steininschriften. Der erste Europäer, der in einem Reisebericht die San Phra Phum erwähnte, war Adolf Bastian, der 1863 Siam besuchte. Allerdings gab es bereits im Königreich Ayutthaya (1351–1782) Miniatur-Tempel oder -Palastgebäude, deren Zweck bisher nicht gesichert ist, in denen aber möglicherweise Opfergaben den verschiedenen Naturgeistern dargeboten werden konnten.

## Aufbau
Größe und Gestaltung der San Phra Phum variieren stark in Abhängigkeit vom Standort und der Größe des zugehörigen Gebäudes oder Grundstücks. Geisterhäuschen für Privathäuser sehen oft aus wie miniaturisierte thailändische Tempelgebäude. Sie bestehen aus Holz oder Gips, stehen auf einem Pfahl oder erhöhten Sockel und sind mit menschlichen und tierischen Figuren, Kerzen und Opfergaben bestückt. Die Figuren sollen die Geister bzw. verstorbene Familienmitglieder darstellen oder als Tänzer für die Unterhaltung der Phra Phum sorgen.

## Bewohner
Nach dem traditionellen animistischen Glauben wird die Welt von zahlreichen Phi (Thai: ผี – Geistern, auch: Gespenstern) bewohnt, an die die Mon, Thai, Chinesen und die Bergvölker des Nordens seit Jahrhunderten glauben. Phi sind Teil des täglichen Lebens, sie haben Einfluss auf den Lauf der Welt.
Die Phra Phum sind eine Gruppe der Phi. Ihr Name „Phum“ entspricht dem Sanskrit- und Pali-Wort Bhūmi (Erde), „Phra“ bedeutet ehrenwert, ein respektvoller Titel. Sie werden in Thailand auch „Phra Phum Chao Thi“ (Thai: พระภูมิเจ้าที่ – etwa: „Besitzer des Platzes“) genannt, was die Funktion eines Schutzgeistes andeutet.
Genauer betrachtet gibt es insgesamt neun Phra Phum, die allesamt Brüder sein sollen. Ihre Namen scheinen indischen Ursprungs zu sein. Während der normale Landbewohner bestenfalls einen der Phum bei Namen kennt, können nur Spezialisten alle neun benennen. Der bekannteste heißt „Chaiyamonkhon“ (Thai: พระชัยมงคล), er beschützt das Haus. Er ist es, der normalerweise einen San Phra Phum bewohnt.

## Einweihung
Generell sollte ein San Phra Phum einen Standort haben, an dem er nicht vom Schatten seines zugehörigen Gebäudes getroffen werden kann. Es muss in einer speziellen Zeremonie eingeweiht werden. Diese Zeremonie wird von einem Mo San (Thai: หมอศาล – wörtl. „Schrein-Arzt“) genannten Brahmanen oder Hindu-Priester durchgeführt, meist einem kundigen Astrologen. Der Standort sowie das glückverheißende Einweihungsdatum werden von ihm bestimmt. Er benutzt dazu Astrologie sowie verschiedene Rituale mit animistischem oder hinduistischem Hintergrund. Mit dieser Zeremonie wird der Geist (oder die Geister) eingeladen, sein neues Heim zu beziehen. Der Schrein selbst wird mit kleinen Figuren geschmückt, die nach festgelegter Reihenfolge und Platzierung aufgestellt werden. Bunte Bänder und Lotuskränze schmücken das Häuschen ebenfalls.

## Nutzung
Um sicherzustellen, dass der Geist seinen Schrein nicht alsbald wieder verlässt, muss dieser attraktiver gestaltet sein als das Hauptgebäude. Dazu werden in oder vor dem Geisterhaus im Allgemeinen regelmäßig Opfergaben deponiert. Die Bewohner des Geisterhäuschens erhalten so häufig Wasser oder Erfrischungsgetränke, zu besonderen Anlässen auch Alkohol, wie zum Beispiel Reiswein, und spätestens alle zwei Wochen werden den Geistern Obst, Reis, Süßigkeiten oder ähnliche Gaben gereicht. Man kann die Geister auch anrufen, um sie für die Erfüllung eines Ereignisses zu bitten. Dies geschieht durch Anbeten und Beschwichtigen. Dabei sind unmittelbar zuvor irreguläre Gaben zu entrichten.

## Verschiedene Geisterhäuschen

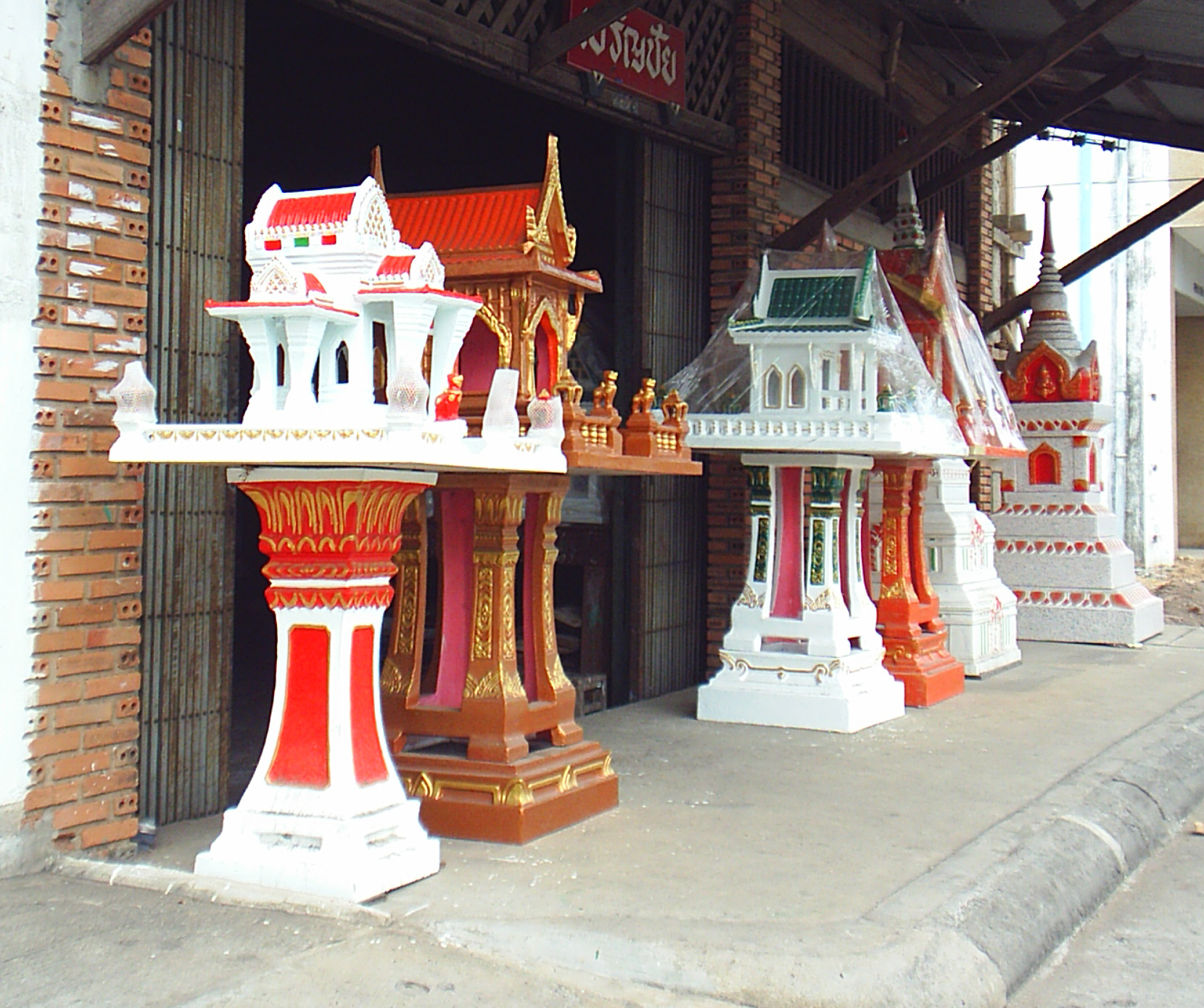
Neue Geisterhäuschen zum Verkauf
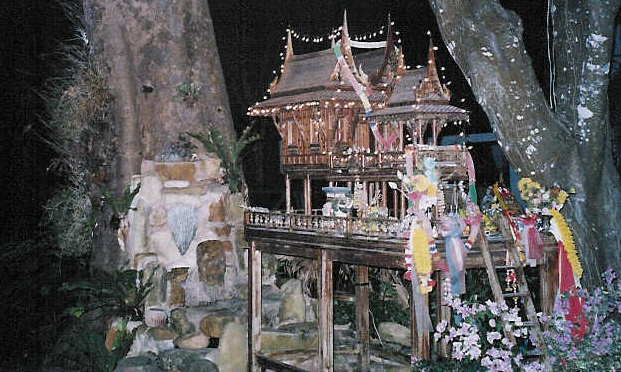
Geisterhäuschen in Thailand (Ko Chang)
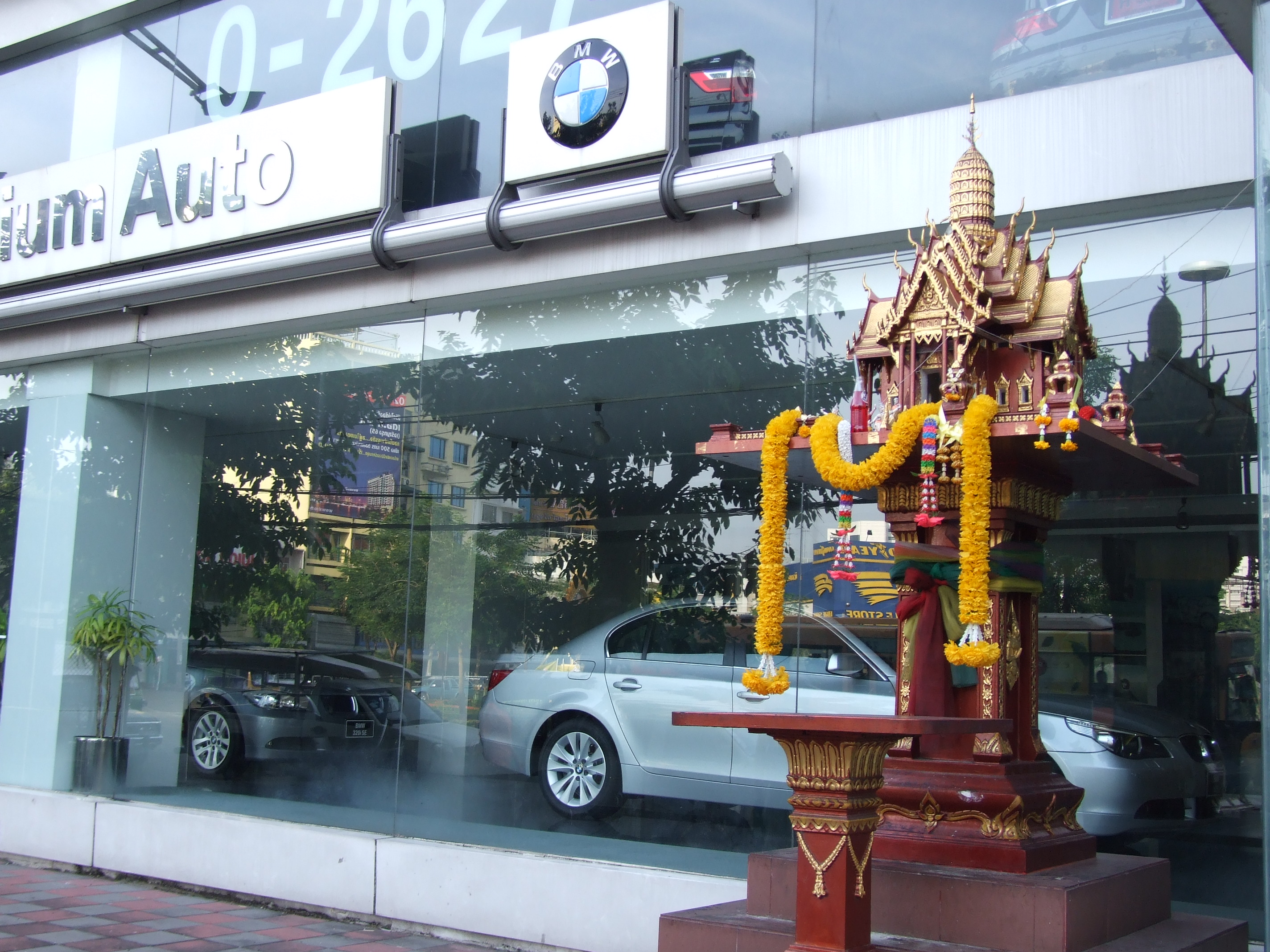
Geisterhaus vor einem Autohaus in Bangkok
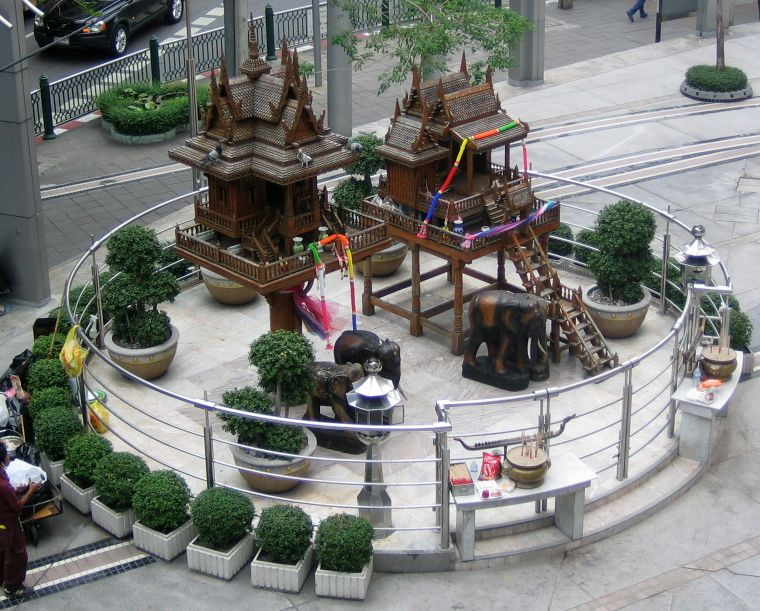
Geisterhäuschen vor dem Mah Boon Krong Kaufhaus, Bangkok